# Dzerjinsky (Oblast de Moscou)
Dzerjinsky (em russo: Дзержинский) é uma cidade da Rússia situada no óblast de Moscou. Localiza-se à sudeste da cidade de Moscou, e tem uma população de cerca de 47,163 habitantes (2010).

## Cidades-irmãs
Dzerjinsky é geminada com as seguintes cidades:
- Marmaris, Turquia
- Berkovitsa, Bulgária
- Montana, Bulgária
- Krasnoperekopsk, Ucrânia
- Maloyaroslavets, Rússia
- Ivanovo, Rússia
- Gus-Khrustalny, Rússia
- Ozyory, Rússia
- Soligalich, Rússia
- Aleksin, Rússia
- Gubkin, Rússia
- Belomorsk, Rússia